# アントニオ・ジョルジ・セシリオ・ソブリホ
トニーニョ（Toninho）またはトニーニョ・セシーリオ（Toninho Cecílio）ことアントニオ・ジョルジ・セシーリオ・ソブリーニョ（Antônio Jorge Cecílio Sobrinho, 1967年5月27日 - ）は、ブラジル・サンパウロ州出身の元サッカー選手、サッカー指導者、クラブスタッフである。ポジションはディフェンダー（センターバック）。日本での登録名はトニーニョ (Toninho) 。

## 経歴
パルメイラスの下部組織で育ち、1986年にプロ契約を結ぶ。パルメイラスでは1992年まで在籍して267試合出場12ゴール、1990年から1993年までキャプテンを任された。1990年にはパウロ・ロベルト・ファルカンによってブラジル代表に選出された経験がある。1994年からは日本のジャパンフットボールリーグ (JFL)・セレッソ大阪に移籍し、1994年のJFL優勝・Jリーグ参入に貢献した。また、第74回天皇杯全日本サッカー選手権大会準決勝の横浜マリノス戦では決勝点を決めて決勝進出に貢献した。Jリーグ昇格後も1シーズンレギュラーとしてプレー、前期26節のサンフレッチェ広島戦でJリーグ初ゴールを決めた。
1996年にコリチーバでブラジルに復帰。その後も複数のクラブでキャプテンを務め、2001年にサント・アンドレで引退した。
1990年にパウリスタ大学の広告・宣伝学科を卒業し、1990年から1993年までサンパウロ州プロアスリート労働組合の会長も務めた。
選手引退後はブラジルのクラブにて監督やクラブスタッフを歴任している。2004年10月から2005年1月までポルトゥゲーザ・サンチスタのサッカー責任者、2007年から2010年までパルメイラスのサッカー責任者を務めた。

## 選手経歴
- 1984年  SEパルメイラス U-17
- 1985年 - 1986年  SEパルメイラス U-20
- 1986年 - 1992年  SEパルメイラス
- 1993年  ボタフォゴFR
- 1993年  クルゼイロEC
- 1994年 - 1995年  セレッソ大阪
- 1996年  コリチーバFC
- 1997年  サン・ジョゼEC
- 1997年  ウニオン・サンジョアンEC
- 1998年  AAポルトゥゲーザ (サンパウロ州)
- 1999年-2000年  パウリスタFC
- 2001年  ECサント・アンドレ

## 個人成績
| 国内大会個人成績 | 国内大会個人成績 | 国内大会個人成績 | 国内大会個人成績 | 国内大会個人成績 | 国内大会個人成績 | 国内大会個人成績 | 国内大会個人成績 | 国内大会個人成績 | 国内大会個人成績 | 国内大会個人成績 | 国内大会個人成績 |
| 年度             | クラブ           | 背番号           | リーグ           | リーグ戦         | リーグ戦         | リーグ杯         | リーグ杯         | オープン杯       | オープン杯       | 期間通算         | 期間通算         |
| 年度             | クラブ           | 背番号           | リーグ           | 出場             | 得点             | 出場             | 得点             | 出場             | 得点             | 出場             | 得点             |
| 日本             | 日本             | 日本             | 日本             | リーグ戦         | リーグ戦         | リーグ杯         | リーグ杯         | 天皇杯           | 天皇杯           | 期間通算         | 期間通算         |
| ---------------- | ---------------- | ---------------- | ---------------- | ---------------- | ---------------- | ---------------- | ---------------- | ---------------- | ---------------- | ---------------- | ---------------- |
| 1994             | C大阪            | 6                | 旧JFL            | 25               | 7                | 1                | 0                | 5                | 1                | 31               | 8                |
| 1995             | C大阪            | -                | J                | 34               | 2                | -                | -                | 0                | 0                | 2                | 16               |
| 通算             | 日本             | 日本             | J                | 34               | 2                | 0                | 0                | 0                | 0                | 2                | 16               |
| 通算             | 日本             | 日本             | 旧JFL            | 25               | 7                | 1                | 0                | 5                | 1                | 31               | 8                |
| 総通算           | 総通算           | 総通算           | 総通算           | 59               | 9                | 1                | 0                | 5                | 1                | 65               | 10               |

## 指導歴
- 2007年  グアラチンゲタ・フチボウ[7]
- 2010年  グレミオ・プルデンテ[7]
- 2010年  ECヴィトーリア[7]
- 2010年 - 2011年  ADサンカエターノ[7]
- 2011年  アメリカーナ・フチボウ[7]
- 2011年  アヴァイFC
- 2012年 - 2013年  パラナ・クルーベ
- 2013年  グアラチンゲタ・フチボウ
- 2014年  コメルシアウFC (リベイラン・プレト)（ポルトガル語版）
- 2014年  クリシューマEC
- 2015年  ECキンゼ・デ・ノヴェンブロ (ピラシカーバ)
- 2015年  ABC FC
- 2015年 - 2016年  モジミリンEC
- 2016年  ECサント・アンドレ
- 2016年  CAブラガンチーノ
- 2017年  ECサント・アンドレ
- 2018年  ECアグア・サンタ